# Körmendy László (bemondó)
Körmendy László (Szeged, 1916. szeptember 25. – Budapest, 1990. augusztus 17.) Kazinczy-díjas magyar bemondó, a Magyar Rádió főbemondója, műsorvezető.

## Családja és származása
Szülei színészek voltak, édesapja Körmendy Kálmán (1886–1920), édesanyja Gömöry Vilma (1885–1962). Anyai nagybátyja vitéz Gömöry Árpád (1882–1943), magyar királyi tábornok (vezérőrnagy), az Osztrák Császári Vaskorona-rend lovagja, Borsod-Gömör vármegye-, majd Északpest vármegye testnevelési felügyelője, a "Dobsinai Társaskör" tagja volt. Az anyja családja a régi dobsinai ágostai hitvallású polgári származású Gömöry család, amelynek az ősei 1326 óta űzték a bányászatot szabad polgárokként.

## Életpályája

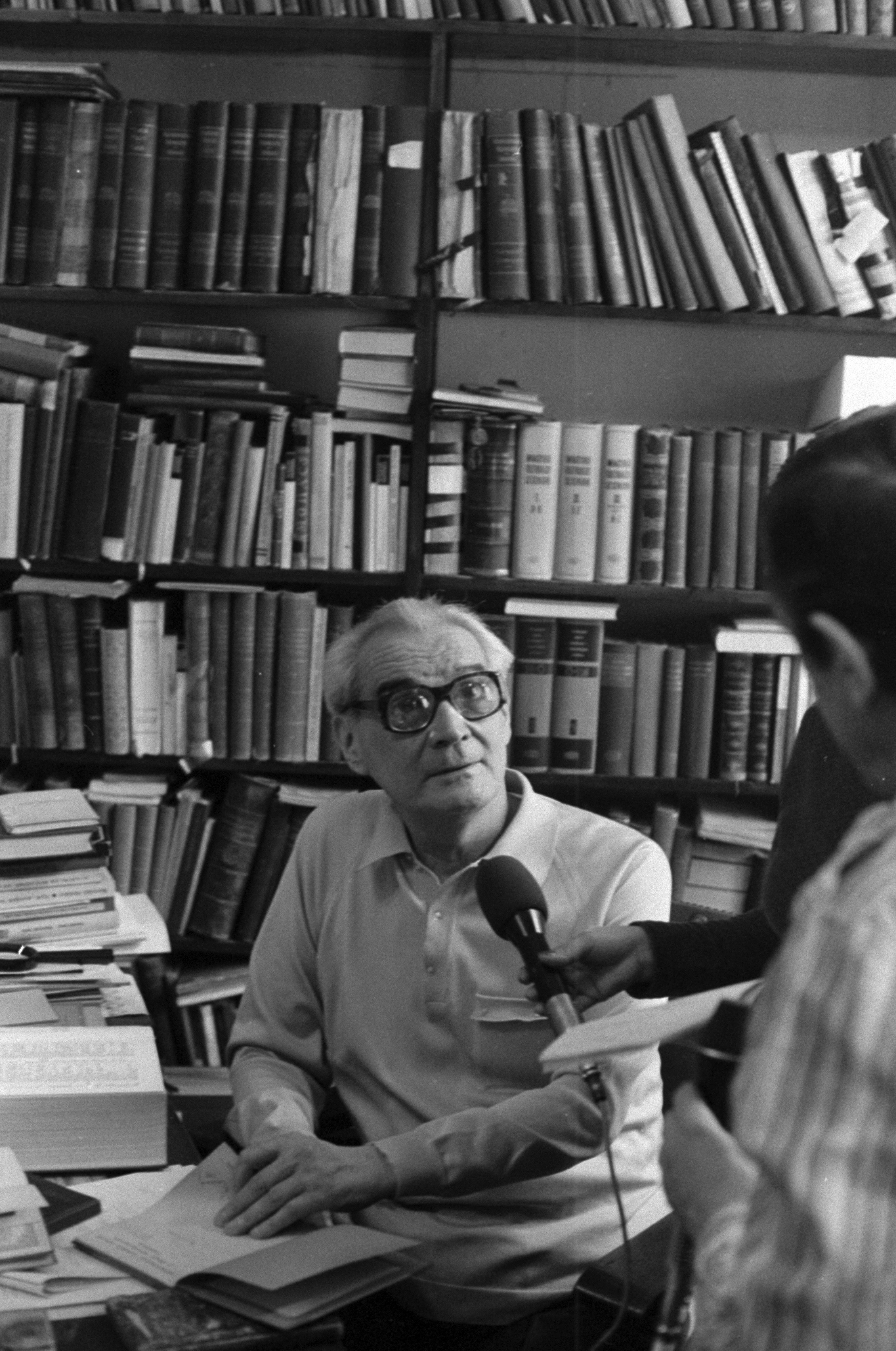
1976-ban, Rózsa Ferenc utcai lakásán, a Harminc év a mikrofon előtt című róla szóló portréfilm forgatásán

Középiskoláit Kőszegen, a Jogiakadémiát Miskolcon végezte. Színésznek készült, de tisztviselő lett. Katonaként a második világháborúban a hátországi csapatoknál tevékenykedett, egészen 1944 október 15-ig, majd a Magyar Front ellenálló csoportba került. Küldöttként átjutott a német vonalakon a szovjetekhez, majd beállt a Vörös Hadseregbe és a felszabadítókkal visszaérkezett Budapestre. Mivel ismerte a várost, útmutatója, idegenvezetője lett a fővárost átfésülő szovjet katonáknak. Az ö segítségével fogták el Werth Henrik vezérezredest, aki a magyar hadüzenetet sugalmazta. A szovjet parancsnok invitálta Berlinbe is, de ő inkább Magyarországon maradt. Rövid ideig újságíró lett a Kossuth Népénél. 1945 márciusában hirdetés jelent meg a Szabadság című lapban: rádióbemondókat keresnek. Erre jelentkezett Körmendy László is. 

„Itt értesültem arról, hogy a még nem is létező Rádió bemondókat keres. Szüleim színészek voltak, így gyerekkoromtól kezdve vonzódtam a különlegességet sejtető pályákhoz...április eleje óta tanultuk a bemondói „mesterséget” azzal a hat kartárssal, akit a rádió felhívására jelentkezett 908 férfi és nő közül alkalmasnak találtak...”

Barsi Ödön, a rádió akkori főrendezője és Abonyi Géza színművész közösen vállalkozott rá, hogy néhány hét alatt a szép, érthető beszéd legfontosabb tudnivalóira megtanítja a jelölteket. 29 évesen kezdte rádiós pályáját, 1945. május 1-én szólalt meg első ízben a rádióban. A déli harangszó után ő jelentette be: 

„Itt rádió Budapest I. Ma 1945. május elseje van. A felszabadult Magyar Rádió megkezdi műsorát.”

Szép magyar beszédéért 1964-ben megkapta a Kazinczy-díjat.

„Most már magam is tanítom a fiatalokat. Szenvedélyesen szeretem a szép beszédet és gyakran előfordul, hogy autóbuszon vagy másutt kijavítom a helytelen beszédet. Nem haragszanak meg érte.”

A Magyar Televízió, Harminc év a mikrofon előtt címmel portréfilmet készített róla, Borenich Péter a rádióban készített róla dokumentumműsort.
Többek között a Magyar Rádió, a régi Nemzeti Színház történetével, valamint Pest-Buda helytörténetével is foglalkozott, könyvtárában számos ritkaságot gyűjtött. 

## Házasságai és leszármazottjai
1942. április 7-én Budapesten, vette feleségül az előkelő ismert polgári vendéglős családból való Gundel Anna (Budapest, 1919. december 4.–Budapest, 1999. december 22.) kisasszonyt, akinek a szülei Gundel Károly (1883–1956) vendéglős és gasztronómiai művek írója, és Blasutigh Margit voltak. A menyasszony fivére Gundel Imre (1927–1993) vendéglős, muzeológus, gasztronómiai író. Körmendy László első lánya Csillagh Andrásné Körmendy Margit Anna közgazdász szállodás (Bp. 1943. 7. 25. – Bp. 2016. 10. 11., 73 évesen), férje Csillagh András vízügyi mérnök (Bp. 1940. 8. 13. – Kecskemét 2020. 5. 13., 80 évesen), gyermekeik Csillagh Árpád Imre (Bp. 1971. 6. 15. –) és Csillagh András István (Bp. 1968. 12. 4. –), gyermekei Csillagh Bence (Bp. 1996. 12. 20. –), Csillagh Borbála Anna (Bp. 1999. 11. 5. –), Csillagh András Dániel (Bp. 2007. 11. 9. –). Második feleség Luttor Mara színész és filmrendező (Bp. 1923.06.22. – Bp. 2012.10.22). Harmadik felesége, Körmendy Lászlóné Takács Valéria Mária (Bp., 1934.02.13. – Bp. 1998.9.30.), Hungexpo Hangos Híradó vezető, előtte a Mahir Propaganda előadó. Lányuk Körmendy Zsuzsanna (Bp. 1963. 11. 02. –), férje Kővári István (Bp. 1965.05.05. – Bp. 2023.11.01.), gyermekük Kővári István László (Bp. 2000.03.31. –).

## Rádiós munkáiból
- Pest-Budai séták

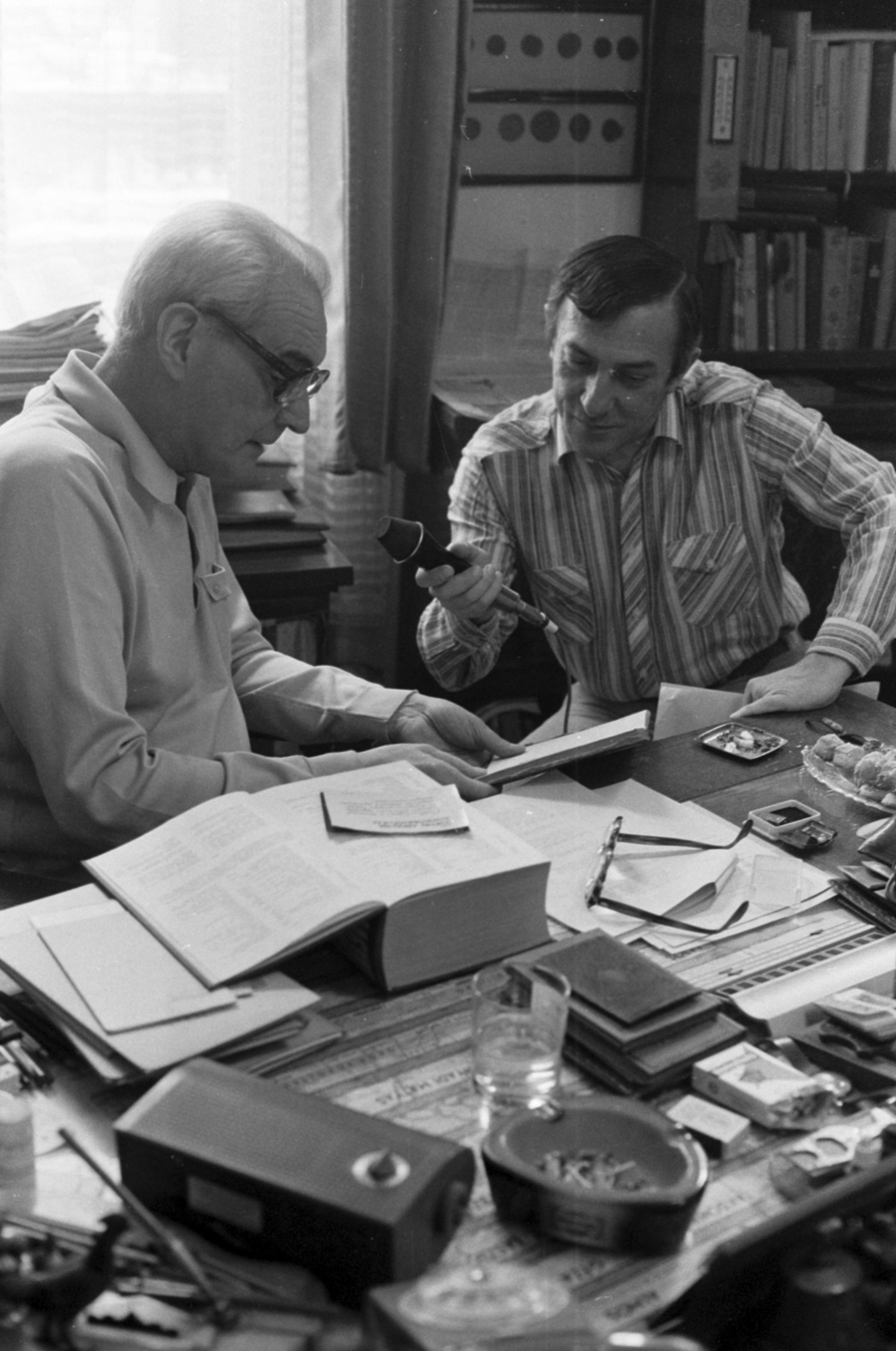
1976-ban Antal Imrével, Rózsa Ferenc utcai lakásán, a Harminc év a mikrofon előtt című róla szóló portréfilm forgatásán

- Kettőtől hatig... A Petőfi rádió zenés délutánja
- Bemondókkal 2–6-ig

## Filmográfia
- Liliomfi (1955)
- Halálkanyar (1961)
- Házasságból elégséges (1962)
- Bálvány (1963)
- Nem szoktam hazudni (1966)
- Napló apámnak, anyámnak (1990)

## Emlékezete
Tiszteletére alapította a Magyar Rádió a Körmendy László-díjat, melyet a hosszú időn át végzett, magas színvonalú bemondói munka elismeréseként ítéltek oda. Évente 1 fő kaphatja. Átadására a Magyar Rádiózás Napján december 1-én kerül sor.